# Élections législatives de 1986 dans la Sarthe
Les élections législatives françaises de 1986 ont lieu le 16 mars 1986. Dans le département de la Sarthe, cinq députés sont à élire dans le cadre d'un scrutin proportionnel par liste départementale à un seul tour.

## Élus
| Député élu                  |  | Parti    |
| --------------------------- |  | -------- |
| François Fillon             |  | RPR      |
| Georges Bollengier-Stragier |  | UDF (PR) |
| Gérard Chasseguet           |  | RPR      |
| Raymond Douyère             |  | PS       |
| Guy-Michel Chauveau         |  | PS       |

## Résultats

### Résultats à l'échelle du département
| Liste Parti politique | Liste Parti politique                                                                                       | Tête de liste         | Tour unique | Tour unique | Sièges |
| Liste Parti politique | Liste Parti politique                                                                                       | Tête de liste         | Voix        | %           | Sièges |
| --------------------- | --- | --------------------- | ----------- | ----------- | ------ |
|                       | Liste d'union de l'opposition Rassemblement pour la République (UDF - CNI)                                  | François Fillon       | 129 343     | 48,99       | 3      |
|                       | Pour une majorité de progrès avec le président de la République Parti socialiste (MRG)                      | Raymond Douyère       | 82 706      | 31,33       | 2      |
|                       | Liste présentée par le Parti communiste français Parti communiste français                                  | Daniel Boulay         | 33 866      | 12,83       | 0      |
|                       | Rassemblement national Front national                                                                       | Jean-Claude Barlemont | 14 062      | 5,33        | 0      |
|                       | Liste du Mouvement pour un parti des travailleurs Extrême gauche (Mouvement pour un parti des travailleurs) | Albert Blanchet       | 4 002       | 1,51        | 0      |
|                       | |                       |             |             |        |
| Inscrits              | Inscrits | Inscrits              | 358 543     | 100,00      | 5      |
| Abstentions           | Abstentions                                                                                                 | Abstentions           | 78 284      | 21,83       |        |
| Votants               | Votants | Votants               | 280 259     | 78,16       |        |
| Blancs et nuls        | Blancs et nuls                                                                                              | Blancs et nuls        | 16 280      | 5,81        |        |
| Exprimés              | Exprimés | Exprimés              | 263 979     | 94,19       |        |

### Listes complètes en présence
| Liste Étiquette politique (partis et alliances) | Liste Étiquette politique (partis et alliances)                                                                     | Candidats (et remplaçants éventuels) |
| ----------------------------------------------- | --- | --- |
|                                                 | Liste d'union de l'opposition Union de la droite (RPR - UDF - CNIP)                                                 | 1. François Fillon (RPR) 2. Gérard Chasseguet (RPR) 3. Georges Bollengier-Stragier (UDF) 4. Jacques Dorise 5. Henri de Maupéou ————————————6. Claudine Lefebvre 7. Jean Daunay |
|                                                 | Pour une majorité de progrès avec le président de la République Parti socialiste - Mouvement des radicaux de gauche | 1. Raymond Douyère 2. Guy-Michel Chauveau 3. Jean-Claude Boulard 4. Nycette Isnard 5. Pierre Chesnier ————————————6. Michel Liégeois 7. André Talbourdel                       |
|                                                 | Liste présentée par le Parti communiste français Parti communiste français                                          | 1. Daniel Boulay 2. Yvon Luby 3. Jeannine Haudebourg 4. Jean-Claude Laude 5. Bernard Blondeau ————————————6. Lucette Garnier 7. Jean-Claude Froger                             |
|                                                 | Rassemblement national Front national                                                                               | 1. Jean-Claude Barlemont 2. Jean de Mailly-Nesle 3. Marcel de Cossé-Brissac 4. Maurice Liponski 5. Patricia Castaing ————————————6. Bernard Fautard 7. Hubert Bigeard          |
|                                                 | Liste du Mouvement pour un parti des travailleurs Sarthe Mouvement pour un parti des travailleurs                   | 1. Albert Blanchet 2. Gérard Désiles 3. Annie Lépicier 4. André Besson 5. Philippe Joulain ————————————6. Alain Juignet 7. Denis Mouchel                                       |